# Џоунсборо (Индијана)
Џоунсборо (енгл. Jonesboro) град је у америчкој савезној држави Индијана.

## Демографија
По попису из 2010. године број становника је 1.756, што је 131 (-6,9%) становника мање него 2000. године.
| Група             | 2000.         | 2010.         |
| Белци             | 1.824 (96,7%) | 1.683 (95,8%) |
| Афроамериканци    | 3 (0,2%)      | 1 (0,1%)      |
| Азијати           | 1 (0,1%)      | 0 (0,0%)      |
| Хиспаноамериканци | 33 (1,7%)     | 42 (2,4%)     |
| Укупно            | 1.887         | 1.756         |